# Umma (Sumer)

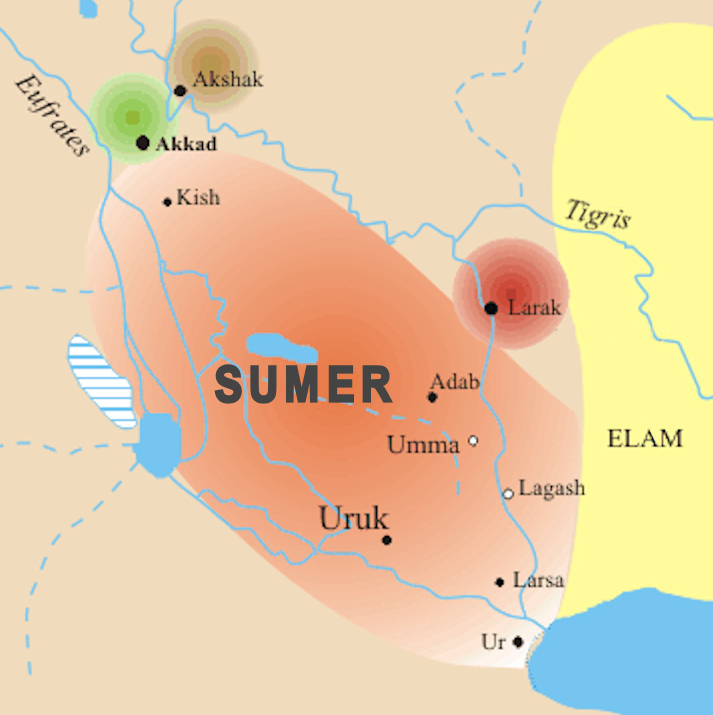
Amplasarea orașului Umma în Sumer

Umma (sumeriană ummaKI; în provincia Dhi Qar din Irakul de astăzi, numită anterior și Gishban) a fost un oraș antic din Sumer. Există o dezbatere academică cu privire la numele sumerian și cel akkadian ale acestui sit. În mod tradițional, Umma a fost identificată cu Tell Jokha. Mai recent s-a sugerat că era situată la Umm al-Aqarib, la mai puțin de 7 km la nord-vest sau chiar era numele ambelor orașe. Unul sau ambele au fost orașul principal al regatului dinastic timpuriu Gišša, cei mai recenti excavatori susținând că Umm al-Aqarib a fost proeminent în Perioada Dinastică Timpurie III, dar Jokha a ajuns la preeminență mai târziu.
Cel mai bine cunoscută pentru lungul său conflict de frontieră cu Lagașul, precum a fost relatat în jurul anului 2400 î.Hr. de către Entemena, orașul și-a atins apogeul c. 2275 î.Hr., sub cârmuirea lui Lugal-Zage-Si care controla și orașele Ur și Uruk. Sub dinastia Ur III, Umma a devenit un important centru provincial. Majoritatea celor peste 30.000 de tăblițe găsite pe sit sunt texte administrative și economice de atunci. Ele oferă o perspectivă excelentă asupra situației din Umma. Calendarul din Umma al lui Șulgi (c. secolul al XXI-lea î.Hr.) este predecesorul imediat al calendarului babilonian de mai târziu și indirect al calendarului ebraic post-exil. Umma pare să fi fost abandonată după epoca mijlocie a bronzului.

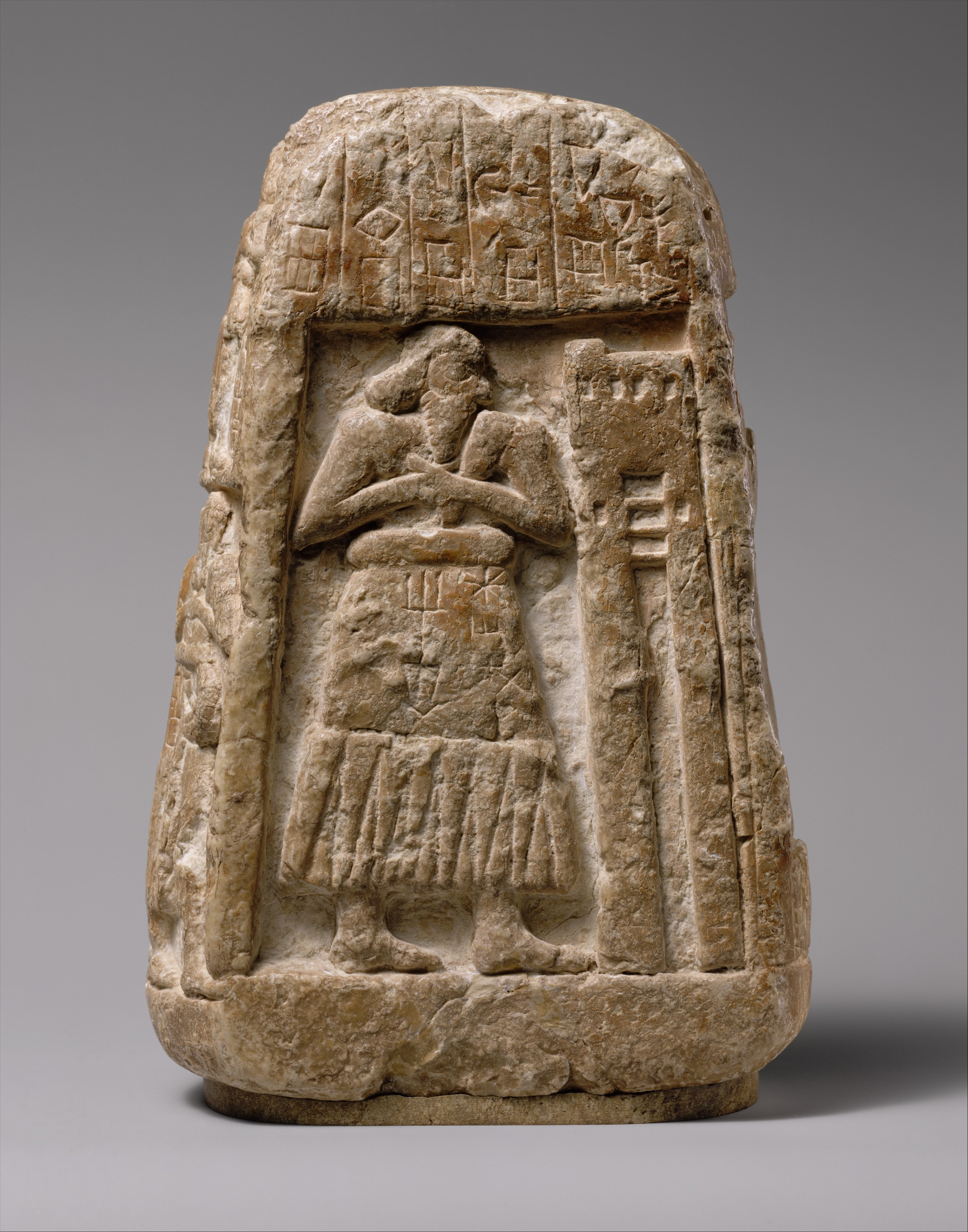
Stela lui Ușumgal⁠(d), 2900-2700 î.Hr. Probabil din Umma.
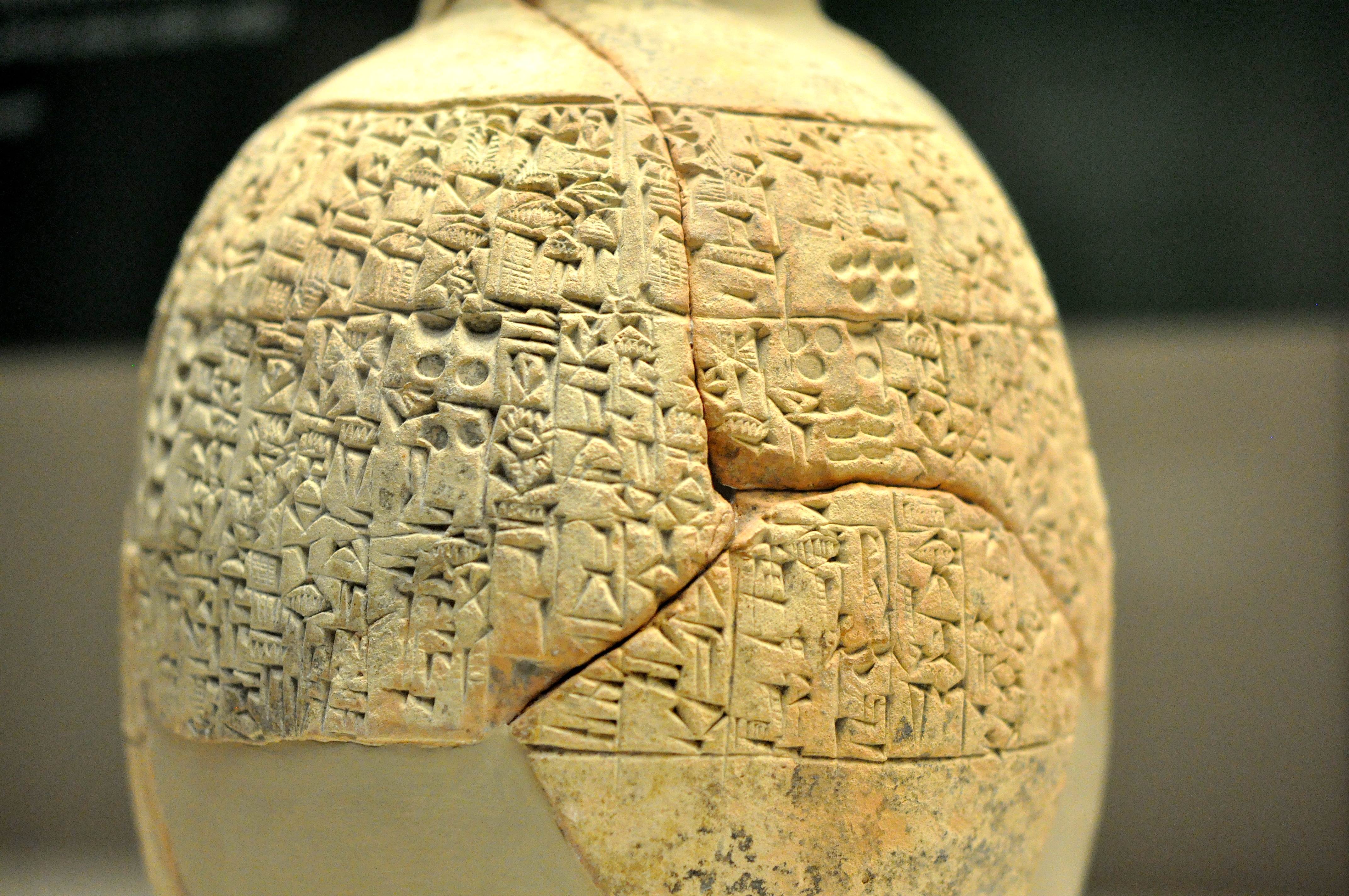
Vaza regelui Gișakidu⁠(d), regele Ummei și fiul lui Ur-Lumma⁠(d). Acest text cuneiform reprezintă versiunea orașului Umma cu privire la conflictul de graniță cu Lagașul. Circa 2350 î.Hr. Umma, Irak. Muzeul Britanic, Londra
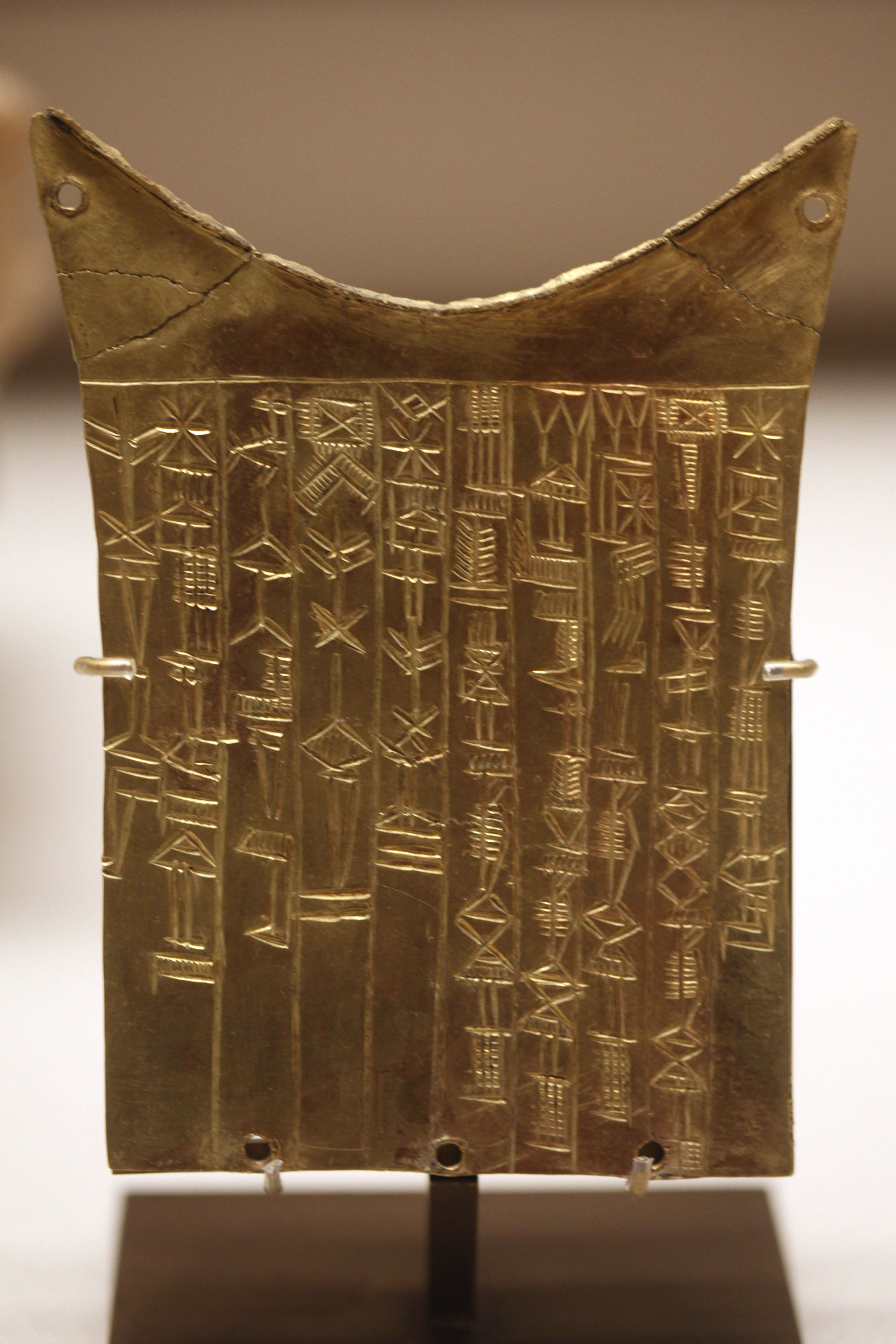
Placă votivă oferită de Bara-irnun⁠(d), regina Ummei, zeului Šara⁠(d) în semn de recunoștință pentru că i-a cruțat viața. Circa 2370 î.Hr.